# Wonocoyo (Pogalan)
Wonocoyo is een bestuurslaag in het regentschap Trenggalek van de provincie Oost-Java, Indonesië. Wonocoyo telt 3447 inwoners (volkstelling 2010).